# Gossamer Condor

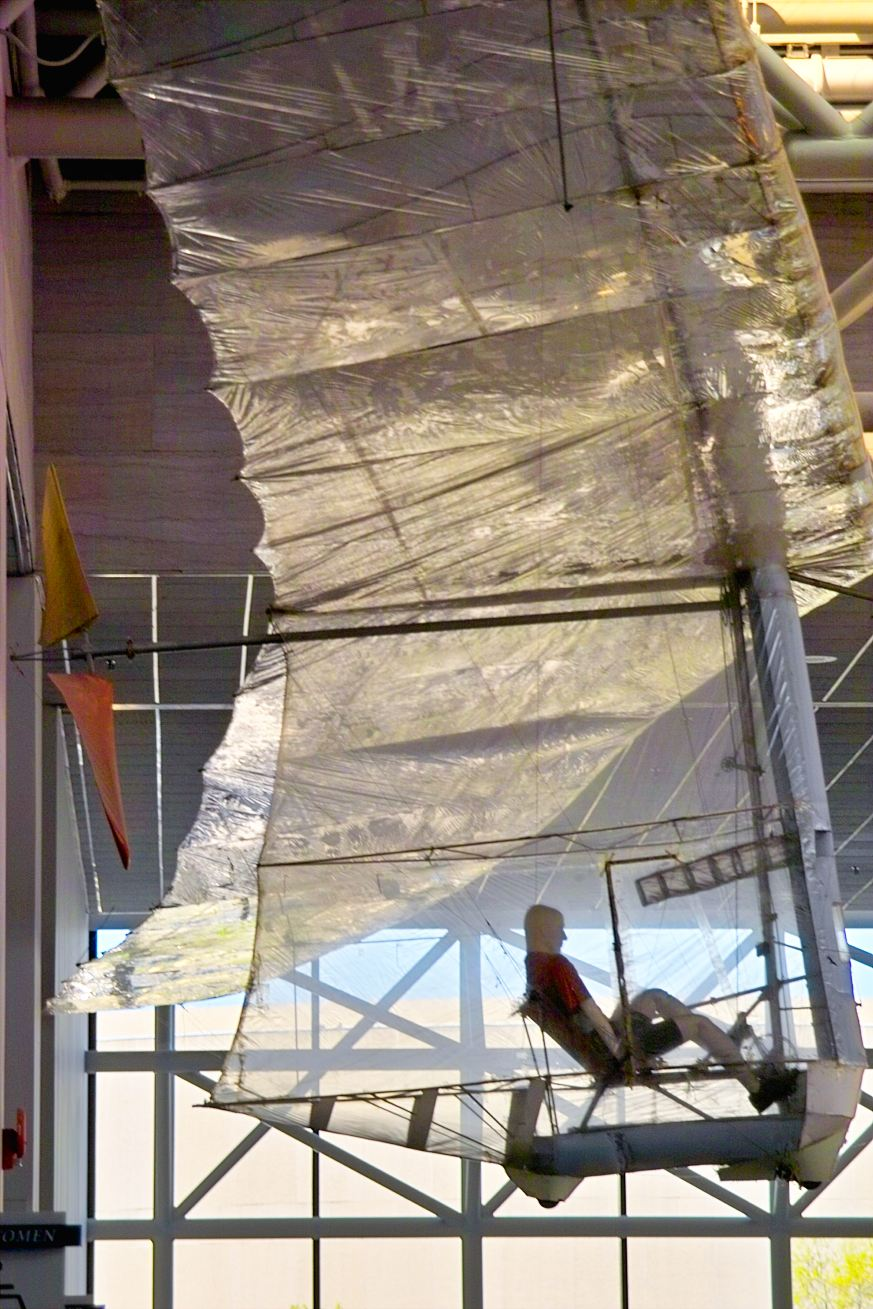
Die Gossamer Condor im National Air and Space Museum in Washington, USA

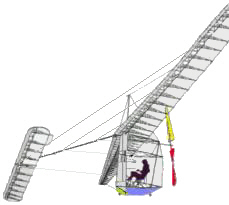
Zeichnung der Gossamer Condor (Farbgebung ähnlich dem Original)

Dreiseitenriss (Flugrichtung nach rechts, Leitwerk vorne)

Die Gossamer Condor war das erste aus einer Reihe von erfolgreichen, muskelkraftbetriebenen Flugzeugen, die von einem Team unter Paul MacCready gebaut wurden. 

## Hintergrund
Hiermit wurde am 23. August 1977 der erste Kremer-Preis für andauernden, gesteuerten Flug mit Muskelkraft gewonnen. Bedingung war ein aus eigener Kraft gestarteter Flug mit einem Muskelkraft-Flugzeug in Form einer liegenden Acht um zwei 806 Meter (0,5 Meilen) voneinander entfernt stehende Pfähle innerhalb von acht Minuten. Nach dem Start ist ein 3,05 m (10 ft) hohes Hindernis zu überfliegen, das zuletzt auch wieder als Ziel dient.
Bei der Entwicklung des Flugzeuges wurde von ungepfeilten Flügeln mit nur einfacher Folienbespannung (oben) ausgegangen und mittels mehrerer Versionen zahlreiche Aufgaben und Probleme gelöst. Vor allem durfte die von einem trainierten Athleten für einen längeren Zeitraum maximal aufbringbare Leistung von 400 Watt nicht überschritten werden. Um mit so geringer Leistung fliegen zu können, benötigte das Flugzeug eine Spannweite von 29 Meter, also mehr als die einer DC-9. Dabei durfte es nicht mehr wiegen als ein Drittel eines üblichen Segelflugzeuges.
Das Profil des Hauptflügels bewirkte, wie fast alle Profile, ein Drehmoment um die Querachse, das ohne Ausgleich zu einem Absenken der Nase und damit zu einem Absturz geführt hätte.
„Normale“ Flugzeuge kompensieren dieses Drehmoment durch das Höhenleitwerk. Nurflügler benötigen entweder ein Profil mit starkem S-Schlag, oder wie Hängegleiter eine deutliche Pfeilung, die den äußeren Teil der Flügel wie einen Schwanz wirken lässt. Bei Enten-Flüglern dienen die Entenflügel zur Kompensation des Drehmoments. Der Effizienzvorteil der Entenflügel (vorne liegendes Höhenleitwerk) gegenüber einer konventionellen Konstruktion liegt darin, dass es ebenfalls Auftrieb erzeugt. Ein konventionell hinten liegendes Höhenleitwerk muss dagegen auf Abtrieb eingestellt sein. 
Für die Steuerung um die Längsachse erschienen Querruder oder bewegliche Klappen an den Enden der überlangen Tragflächen als zu problematisch. Die Lösung war das gesteuerte Verwinden der Enden der Tragflächen über Drahtzug, um Kurven (Turns) zu fliegen. 
Paul B. MacCready und Peter Lissaman, beide aus Pasadena, Kalifornien, entwarfen die Gossamer Condor, deren Rumpf aus dünnwandigen Aluminiumrohren aufgebaut war. Die Flügelnase bestand aus Wellpappe und Schaumpolystyrol. Das ganze Flügelgerüst war oben und unten mit einem dünnen Belag aus Mylar (Polyesterfolie) versehen. Der Pilot saß in halbliegender Position in der Kabine; beide Hände waren frei, um das Flugzeug zu steuern. Ein mittiger Mast diente der Abspannung der Tragfläche mit Pianodraht (Stahl) nach unten und oben. Das Flugzeug mit seinen weit gestreckten Tragflächen wurde ausschließlich für einen Flug mit menschlicher Muskelkraft konstruiert. Diese verhältnismäßig primitive und zerbrechliche Gossamer Condor war das erste wirklich erfolgreich betriebene, manövrierbare, durch Menschenkraft angetriebene Flugzeug. 
- Spannweite 29,25 m (96 ft.)
- Länge 9,14 m (30 ft.)
- Höhe 5,49 m (18 ft.)
- Masse 31,75 kg (70 lb.)

Für den Gewinn des 1. Kremer-Preises hob der Radrennfahrer und Ultraleichtpilot Bryan Allen am 23. August 1977 um 7:30 Uhr vom Shafter Airport, Shafter, Kalifornien, ab und landete nach 7 Minuten und 27,5 Sekunden wieder. Dabei flog er eine liegende Acht um zwei Pylonen, die eine halbe Meile auseinander standen, in einer Höhe von drei Metern am Anfang und am Ende. Die Gossamer Condor legte dabei eine Gesamtstrecke von 1,35 Meilen (2,16 km) bei einer Geschwindigkeit von zehn bis elf mph (16 bis 17,6 km/h) zurück. Es wurde eine Leistung von ⅓ PS (etwa 245 W) benötigt.
Das Flugzeug befindet sich nach dem Gewinn des 1. Kremer-Preises im National Air and Space Museum des Smithsonian Instituts, Washington, D.C.
Die Entwicklung und der Bau des Fluggerätes wurde 1978 in einer oscarprämierten Kurz-Dokumentation (The Flight of the Gossamer Condor) filmisch aufgearbeitet.